# Katia Francesca Caparelli
Katia Francesca Caparelli, nacida el 10 de noviembre de 1970 en Cosenza, es una botánica, profesora, taxónoma, conservadora y exploradora italiana.
Obtuvo su licenciatura, y más tarde el doctorado en 2005, por la Universidad de Calabria. Desarrolla actividades académicas y científicas en el Departamento de Biología y el Jardín Botánico de la Universidad de Pisa, Unidad de Botánica general y sistemática, de la Universidad de Pisa, enseñando ciencias naturales, botánica, y citogenética.

## Algunas publicaciones
- g. Bedini, b. Pierini, f. Roma-Marzio, katia f. Caparelli, g. Bonari, d. Dolci, g. Gestri, m. D'Antraccoli, l. Peruzzi. 2015. Wikiplantbase# Toscana, breaking the dormancy of floristic data. Plant Biosystems 1-10 DOI:10.1080/11263504.2015.1057266. Resumen

- Lorenzo Peruzzi, katia f. Caparelli, g. Bedini. 2014. A new index for the quantification of chromosome number variation: an application to selected animal and plant groups. J. Theor. Biol. 21 (353): 55-60. doi: 10.1016/j.jtbi.2014.03.012. Resumen

- ------------------, ---------------, fabrizio Bartolucci. 2009. Fritillaria messanensis subsp. neglecta (Parl.) Nyman, a fourth subspecies within Fritillaria messanensis Raf. (Liliaceae) from NW Balkans. Candollea 64 (2): 237 - 244.

- ------------------, i.j. Leitch, katia f. Caparelli. 2009. Chromosome diversity and evolution in Liliaceae. Ann Bot. 103 (3): 459 – 475.

- gabriella Aquaro, katia francesca Caparelli, Lorenzo Peruzzi. 2008. The genus Taraxacum (Asteraceae) in Italy. I. A systematic study of Taraxacum sect. Palustria. Phytologia Balcanica 14 (1): 61 –67

- d. Gargano, l. Peruzzi, katia f. Caparelli, g. Cesca. 2007. Preliminary observations on the reproductive strategies in five early-flowering species of Gagea Salisb. (Liliaceae). Bocconea 21: 349-358. ISSN 1120-4060.

- gabriella Aquaro, katia f. Caparelli, d. Gargano. 2006. Contributo alla conoscenza della flora vascolare endemica di Calabria. 1. Centaurea poeltiana Puntillo (Asteraceae). Inform. Bot. Ital. 38 (2): 451-455.

- --------------------, ---------------------. 2005. Contribution to the cytotaxonomical knowledge of Gagea Salisb. (Liliaceae). II. Further karyological studies on Italian populations. Candollea 60 (1): 237-253.

- gabriella Aquaro, k.f. Caparelli, Lorenzo Peruzzi, Giuliano Cesca. 2005. La ricerca embriologica: un utile strumento per studi biosistematici e di biologia riproduttiva. Informatore Botanico Italiano 37 (1A): 12-13.

- --------------, ---------------, -------------. 2002. Conferma della presenza in Calabria di Onosma lucana Lacaita (Boraginaceae). "Atti del 97° Congresso della Società Botanica Italiana", Lecce, 23-25/09, p. 178-

- La abreviatura «Caparelli» se emplea para indicar a Katia Francesca Caparelli como autoridad en la descripción y clasificación científica de los vegetales.[5]